# Pseudophasma phaeton
Pseudophasma phaeton är en insektsart som beskrevs av Rehn, J.A.G. 1904. Pseudophasma phaeton ingår i släktet Pseudophasma och familjen Pseudophasmatidae. Inga underarter finns listade i Catalogue of Life.